# Chris McNealy
Christopher McNealy  (Fresno, California, 17 de julio de 1961) es un exjugador de baloncesto estadounidense. Con 2,01 metros de estatura, jugaba en la posición de pívot.

## Trayectoria
- High School. Roosevelt (Fresno, California).
- 1979-1980 Santa Barbara City College
- 1980-1983 Universidad de San José
- 1983-1984  Bic Trieste.
- 1985-1986 Bay State Bombardiers
- 1985-1986 Albany Patroons
- 1985-1987 New York Knicks
- 1987-1988 New York Knicks
- 1987-1988 La Crosse Catbirds
- 1988-1989 Irge Desio
- 1989-1990 Fortitudo Bologna
- 1990-1993 Lotus Montecatini
- 1993 Santeros de Aguada
- 1993-1994  Bialetti Montecatini
- 1995 Gigantes de Carolina
- 1995-1996 Festina Andorra
- 1996-1997 CB León
- 1997-1998 Caja San Fernando
- 1998-1999 CB Granada